# Gustave Laurent
Pour les articles homonymes, voir Laurent.
Alexandre Gustave Laurent, né le 23 février 1873 dans le 8e arrondissement de Paris, mort le 9 novembre 1949 à Reims, au 5, rue Perseval, est un historien et un homme politique français.

## Biographie
Né en 1873, de Gustave Prosper marié à Léonie Victorine Spément d'une famille issue de Château-Thierry ; Gustave suit des études à Paris et obtient le baccalauréat en 1890.
Destiné par ses parents au commerce des vins de champagne, Gustave Laurent s'installe à Reims en 1897, où il est greffier au tribunal correctionnel de Reims et de la cour d'assises de la Marne de 1897 à 1923 et secrétaire du Conseil des prud’hommes à partir de 1921.
Spécialiste de la Révolution française, il collabore aux Annales révolutionnaires, organe de la Société des études robespierristes. Quand, en 1909, Charles Vellay, le secrétaire général, quitte la société et fonde la Revue historique de la Révolution française et de l'Empire, il l'accompagne avec Otto Karmin, Victor Barbier et d'autres, occupant même les fonctions de directeur de publication de 1922 à 1923.
En janvier 1924, les deux revues fusionnent, et il devient avec Albert Mathiez codirecteur de la nouvelle publication, qui prend le titre d’Annales historiques de la Révolution française, de 1924 à 1931.
Spécialiste de l'histoire de la Marne, franc-maçon, anticlérical, il est élu conseiller municipal de Reims radical en 1900, puis 5e adjoint au maire, chargé successivement des questions sociales, de l'enseignement et des beaux-arts, en 1919. Adjoint au maire jusqu'en 1935, il est également élu conseiller d’arrondissement en 1903 et conseiller général en 1925 du deuxième canton de Reims lors des élections du 27 décembre 1925. Évincé par le régime de Vichy  par la lois du 13 août 1940 sur les sociétés secrètes, il est réélu conseiller municipal communiste en 1945 et 1947, et le demeure jusqu'à sa mort.
Il a été fait chevalier de la Légion d'honneur en 1929, officier de l'Instruction publique, Croix de guerre 1914-1918 et a reçu la grande Médaille de la Ligue de l'enseignement.
Marié, en 1899, à Camille Joséphine Rose Bouteillier dont il divorce le 30 juillet 1919, ses restes reposent au cimetière de Dormans.
Depuis 1950, une rue de Reims porte son nom.

## Publications

### Ouvrages

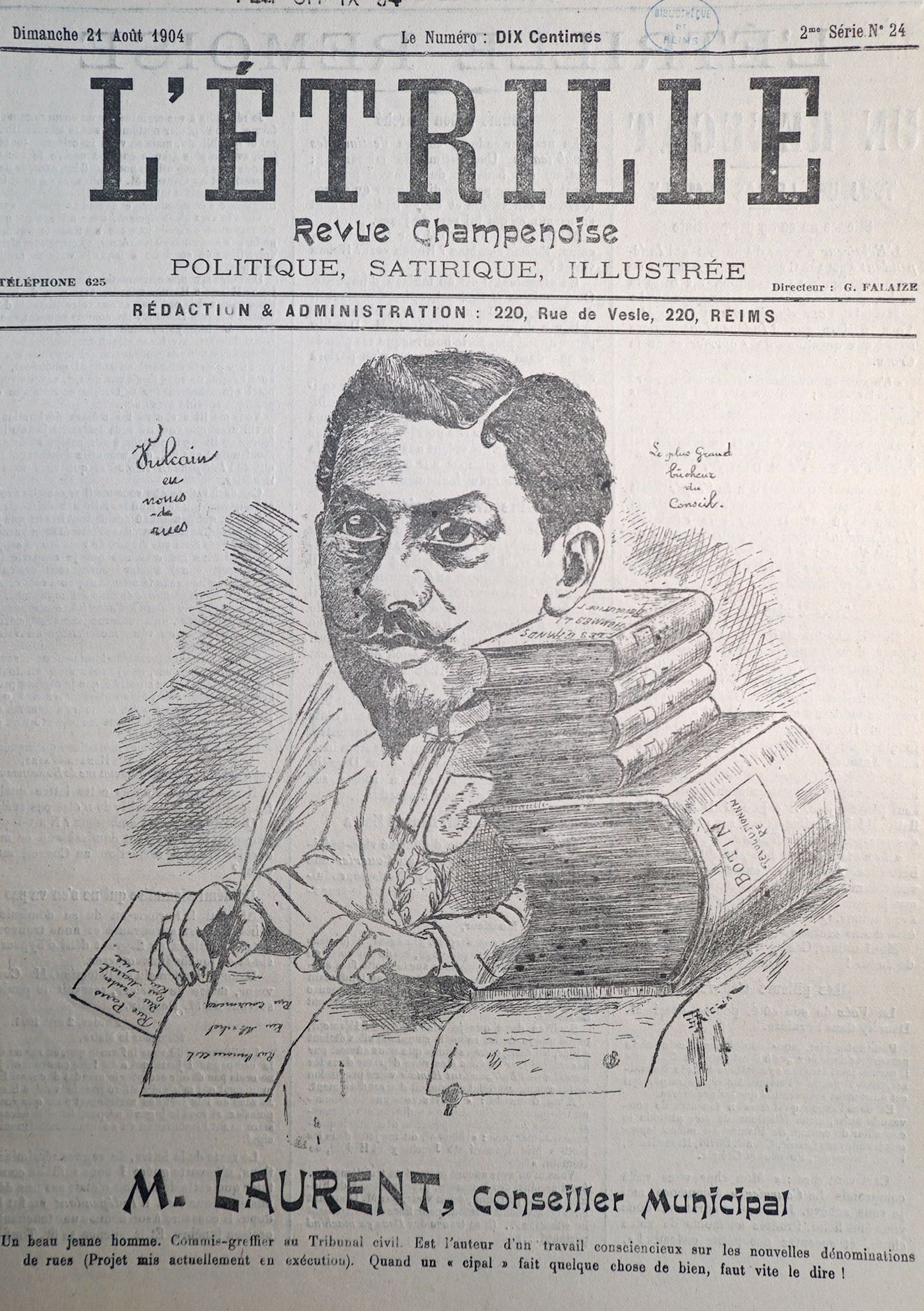
Son portrait dans l'Etrille du 21 août 1904.

- Un faux Dauphin dans le département de la Marne : Jean-Marie Hervagault d'après les documents inédits : 1781-1812, Châlons-sur-Marne, Imprimerie de l'Union républicaine, 1899, 113 p.
- Les Fêtes révolutionnaires dans le département de la Marne, et principalement à Reims et à Châlons-sur-Marne, 1789-1800, Reims, Imprimerie de H. Matot, 1899, 28 p.
- Les Échos de Valmy : la mission des conventionnels Prieur (de la Marne), Sillery et Carra et les premières fêtes républicaines dans le département de la Marne, 24 septembre-1er novembre 1792, Reims, Imprimerie de H. Matot, 1900, 33 p.
- Reims et la Fédération du 14 juillet 1790, suivie de notices biographiques sur les membres du premier Conseil municipal de la ville de Reims, de la première administration du district, et de la liste des fédérés du département de la Marne, Reims, Imprimerie H. Matot fils, 1900, 64 p.
- Les Archives révolutionnaires de la ville de Reims, Paris, Impr. nationale, 1903, 28 p.
- Figures révolutionnaires champenoises : les relations de Saint-Just à Reims, le berger d'Éloges, Étienne Lambert, ami de Saint-Just, Besançon, Millot frères, 1923, 42 p.
- Figures révolutionnaires champenoises: Un conventionnel ouvrier, Jean-Baptiste Armonville, Annales historiques de la Révolution française, 1924, 94 p.
- La France et ses colonies (cours de géographie de quatrième, sous la direction d'Elicio Colin), Paris, Armand Colin, 1925, VI-216 p.
- La France et ses colonies, (cours de géographie de première, sous la direction d'Elicio Colin), Paris, Hemmerlé, Petit et Cie ; librairie Armand Colin, 1928, VII-356 p.
- Histoire de Reims depuis les origines jusqu'à nos jours : d'après un cours préparé et donné à Reims de 1911 à 1914 (en collaboration avec Georges Boussinesq), Reims, Imprimerie Matot-Braine, 1933, 2 tomes en 3 vol. (tome 1: Reims ancien des temps préhistoriques à la mort d'Henri IV, tome 2: Reims moderne, de 1610 à 1914), XX-510, 478, 269 p. (reproduction en fac-similé, Matot-Braine, 1980)
- Aperçus sur l'histoire des loges maçonniques à Reims : du XVIIIe au XXe siècle, Reims, Loge la Sincérité, vers 1945, 42 p.

### Édition
- Département de la Marne. 1re série. Cahiers de doléances pour les États généraux de 1789, Épernay, Imprimerie de H. Villers, 1906-1930, 4 vol.
- Pierre-Louis Prieur, Notes et souvenirs inédits, introduction et annotations de Gustave Laurent, Paris, 1912
- Maximilien de Robespierre, Œuvres complètes:
  - Les Journaux. Le Défenseur de la Constitution (tome IV), introduction, commentaires et notes de Gustave Laurent, Nancy, Imprimerie de G. Thomas, 1939, XXXVIII-399 p.
  - Les Journaux. Lettres à ses commettants (tome V), Paris, E. Leroux, puis F. Alcan, puis Presses universitaires de France, 1961, 381 p.

## Distinctions
- Officier d'académie (1900)
- Officier de l'Instruction publique (1908)
- Croix de guerre 1914–1918
- Chevalier de la Légion d'honneur (1929)

## Source partielle
- Francis Leroy, « Gustave Laurent, un historien rémois (1873-1949) », in Études marnaise, tome CXXXII, 2017.